# 황룡촌 전투
황룡촌 전투(黃龍村戰鬪)는 1894년 3월 봉기 이후 전봉준이 이끄는 동학군이 황토현에서 영관 이경호가 이끌던 감영군을 격퇴한 후, 전라도에서 전국으로 확대되기 시작한 농민 운동이다.

## 전개
농민 봉기가 시작하자 다급함을 느낀 조선 조정은 홍계훈을 양호초토사로 삼아 이를 진압하게 하였다. 홍계훈은 한성부를 지키던 장위영의 신식 병력들과 강화도의 신병들을 규합한 정예부대인 경군 1,000명 중 약 800명의 병력을 이끌고 인천 제물포를 출발해 서해를 돌아 전라도 군산에 상륙하여 금구를 거쳐 남하한다.   당시 이들의 병력은 독일 제국에서 수입한 크루프사의 야포와 마우저 소총, 회선포 2문으로 무장하고 있었으며, 청나라 용병 10여 명까지 보유한 강력한 부대였다.

## 과정
4월 5일 홍계훈의 부대가 전주성에 입성하였고, 화력에서 열세인 동학군은 전주성 공략을 뒤로 미루고 관군을 피해 남쪽으로 퇴각하면서 정읍, 고창, 흥덕 등을 장악한 후, 관군의 전력을 자세히 분석한 전봉준은 동학군에게 전면전을 피하고 부대를 나누어 북상하라고 지시했다. 관군은 4월 18일경에서 움직이기 시작했다.
아마 홍계훈은 동학군을 과소평가하고 여유롭게 진군했던 것 같았지만, 동학군은 이미 전봉준의 지시대로 관군의 진격 루트를 피해 장성까지 북상한 뒤였다.  장성에 도착한 동학군은 삼봉에 진을 쳤다. 자신이 동학군의 유인작전에 말려든 것을 알게 된 홍계훈은 장위영 대관(壯衛營 隊官) 이학승에게 친군심영(親軍沁營) 병력 300명을 주어 장성으로 진격하게 하였다. 겨우 300명뿐이었지만 그들은 정규 훈련을 받은 정예군이었고  소총과 회선포까지 갖추고 있었기에 동학군으로선 무시할 수 없는 병력이었다. 
이학승은 삼봉과 마주하고 있는 황룡강 근처에 진을 치고 동학군을 회유하는 서신을 동학군 측으로 보냈다. 그런데 이학승은 그 답이 오기도 전에 동학군에게 선제 공격을 가했다. 심영병들은 동학군을 향해 크루프 야포로 포격을 가했고, 갑작스런 공격에 동학군 여럿이 죽거나 다쳤다. 
전봉준은 즉시 고지로 올라가 학익진을 펼치라 명령하고, 관군의 움직임을 살폈다. 전봉준은 손재주가 있는 농민들을 불러모아 방어용 무기를 제작하였고, 그 방어용 무기란 다름아닌 장태였다. 1894년 음력 4월 22~23일 이틀간 전투가 벌어진 황룡촌은 현재 전라남도 장성군 황룡면 소재지인 월평리 일대이다. 이 고을은 서쪽에 황룡강이 흐르고 남동쪽은 못재 고개, 북동쪽으로는 장성읍과 맞닿아 있다.  ==과정2== 동학군은 이 장태 속에 짚을 넣고 밖에 칼을 꽂아 관군을 향해 위에서 아래로 굴렸다. 당황한 관군들은 총과 포를 위를 향해 쏘며 진격했지만 관군이 쏘는 총탄은 전부 장태에 박힐 뿐이었다. 신식 무기가 무력화되자, 수적으로 열세인 심영병들은 강을 건너 후퇴하기 시작했다. 
동학군은 이들을 뒤쫓아 반격했다. 이 전투에서 후방에 남은 이학승은 백병전 중 전사하고, 동학군은 심영병이 보유했던 레밍턴 소총 다수와 크루프 야포 1문과 회선포 1문을 노획하는 전과를 세웠다. 소수의 근대 병력이 다수의 전근대 병력에게 공세를 취했다가 인해전술과 지리적 열세로 인해 패배했다. 지휘관 이학승은 용맹도 있고, 지휘관으로서 소신도 있었으나 실전경험이 부족해 실책을 범했다. 관군 입장에선 화력이 앞서지만 수적으로 열세였기에 방어태세로 시간을 버는 편이 유리했지만, 이학승은 15배가 넘는 동학군에 공세를 취했고, 고지에서 장태를 굴려 화력을 상쇄하는 동학군의 계책에 당해 무너졌다. 

## 결과
이 전투 이후 동학군의 사기는 크게 올라갔으며, 반대로 관군은 큰 손실을 입고 동학군의 전력만 강화시켜준 결과를 초래했다. 이학승은 철수하던 관군의 최후미에서 철수작전을 감독하면서 동학군과 교전하다 살해되었다. 전투 지역 인근인 황룡면 장산리에는 이 전투를 기념하는 기념비와 동학농민혁명기념공원이 조성됐다.